# Aleksandr Bierkutow
Aleksandr Nikołajewicz Bierkutow (ros. Александр Николаевич Беркутов; ur. 21 maja 1933 we wsi Zubczaninowka w obwodzie samarskim, zm. 7 listopada 2012 w Moskwie) – radziecki wioślarz, dwukrotny medalista olimpijski.
Wystąpił na igrzyskach olimpijskich w Melbourne w 1956, gdzie wspólnie z Jurijem Tiukałowem zwyciężył w dwójkach podwójnych. W wyścigu finałowym o 8,2 sekundy pokonali osadę USA, a o 13,4 sekundy wyprzedzili Australijczyków. Na rozgrywanych cztery lata później igrzyskach olimpijskich w Rzymie, razem z Tiukałowem zajął w tej samej konkurencji drugie miejsce. Tym razem w finale lepsi o 2,99 sekundy okazali się reprezentanci Czechosłowacji, a trzecich na mecie Szwajcarów wyprzedzili o 0,10 sekundy.
W dwójkach podwójnych zdobywał następnie złote medale na mistrzostwach Europy w Bledzie (1956), mistrzostwach Europy w Duisburgu (1957), mistrzostwach Europy w Poznaniu (1958), mistrzostwach Europy w Mâcon (1959) i mistrzostwach Europy w Pradze (1961). Zdobył również brąz w jedynkach na mistrzostwach Europy w Amsterdamie (1954).
Po zakończeniu kariery został trenerem, odznaczony tytułem Zasłużonego Trenera ZSRR. Prowadził reprezentację ZSRR na igrzyskach olimpijskich w Monachium w 1972. Ponadto odznaczony Medalem „Za pracowniczą dzielność”, Medalem „Weteran pracy” i Medalem „Za pracowniczą wybitność”. Został pochowany na Cmentarzu Trojekurowskim w Moskwie.